# Seven Widows Weep
«Seven Widows Weep»  es una canción de la banda gótica noruega  Sirenia.  Fue lanzada por Nuclear Blast para la descarga digital el 12 de mayo de 2013 a través de amazon.co.uk. Es el único sencillo del álbum Perils Of The Deep Blue.
El tema presenta dos variantes: la lanzada para radio (Edit) de 4:53 minutos y la versión original del álbum (Album Edit), mucho más extensa (6:57 minutos).
El sencillo incluye una composición muy comercial interpretada en noruego por Morten Veland y Joakim Næss titulada "Ditt Endelikt" ("Your Demise" en inglés). Presenta estrofas en español con la voz de Ailyn y textos traducidos por Pilar Garcia Ruiz.

## Vídeo musical
El 3 de junio de 2013, fue estrenado el videoclip oficial de "Seven Widows Weep".  Fue filmado en abril del mismo año en Serbia, una vez más con el equipo de iCODE Team Producctions, quienes también fueron los responsables de los exitosos "My Mind's Eye" y "The Other Side", ambos lanzados en 2007.
El audiovisual está inspirado en elementos fantásticos de la mitología europea, con navegantes cruzados que encuentran accidentalmente varias sirenas malignas, en las costas rocosas de un fiordo imaginario.
Contrario a la tendencia habitual de la banda, el vídeo presenta la versión extendida del tema.

## Lista de canciones
1. «Seven Widows Weep» (edit) – 4:53
2. «Ditt Endelikt» (edit) – 4:17

## Créditos

### Sirenia
- Morten Veland – Voz gutural, voz limpia, guitarra, bajo, teclado, programaciones
- Ailyn – Voz principal en "Seven Widows Weep"
- Jonathan Pérez - Batería
- Jan Erik Soltvedt - Guitarra principal

### Músicos de sesión
- The Sirenian Choir: Emilie Bernou, Emmanuelle Zoldan, Mathieu Landry, Damien Surian – Coro
- Joakim Næss - Voz principal en "Ditt Endelikt"
- Pilar Garcia Ruiz – traducción al español en "Ditt Endelikt"